# Бомон ла Ронс
Бомон ла Ронс (фр. Beaumont-la-Ronce) насеље је и општина у централној Француској у региону Центар (регион), у департману Ендр и Лоара која припада префектури Тур.
По подацима из 2011. године у општини је живело 1177 становника, а густина насељености је износила 30,15 становника/km². Општина се простире на површини од 39,04 km². Налази се на средњој надморској висини од 115 метара (максималној 175 m, а минималној 85 m).

## Демографија
| 1962. | 1968. | 1975. | 1982. | 1990. | 1999. | 2011. |
| ----- | ----- | ----- | ----- | ----- | ----- | ----- |
| 1.045 | 1.041 | 1.046 | 1.040 | 901   | 994   | 1.177 |

График промене броја становника у току последњих година